# Bes
Bes o su contraparte femenina Beset es una deidad protectora de la mitología egipcia. Es descrito como un defensor de todo lo bueno, protegiendo a los hogares y los niños de todo mal, y estando asociado con el amor y el placer sexual. Su culto aparece primordialmente en el Imperio Nuevo, pero según algunas investigaciones se remontaría a mucho antes. Lleva el título de "Señor de Punt" o "Señor de Nubia".
| b | s | F28 | \| \| | D58 | G29 | G1 | Aa18 | Z5 |
|   |   |     |       |     |     |    |      |    |

|  |

| b | s | F28 | \| \| | D58 | G29 | G1 | Aa18 | Z5 |
|   |   |     |       |     |     |    |      |    |

|  |

## Iconografía

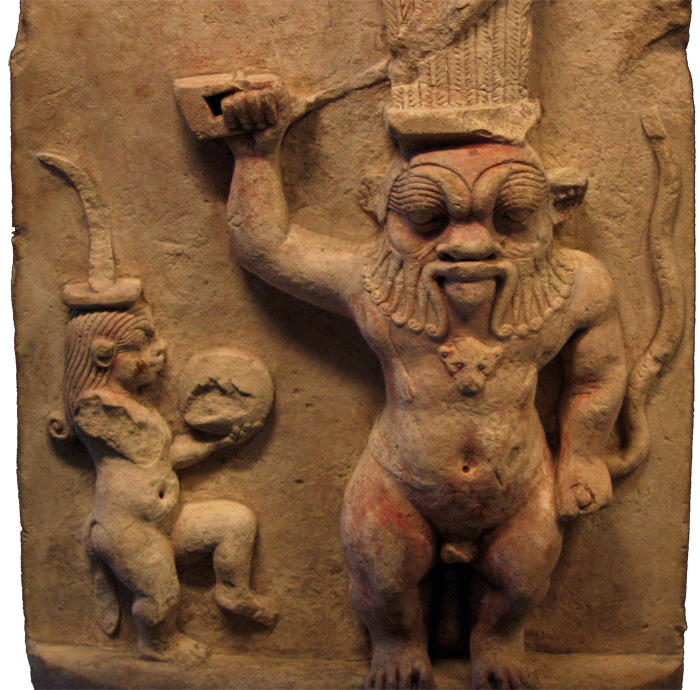
Bes y Beset. Louvre.

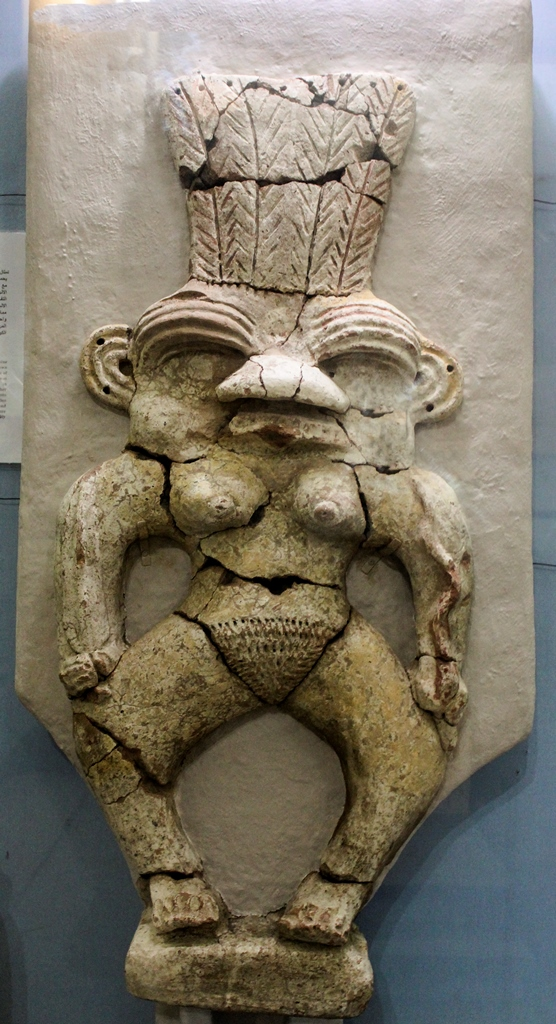
El demonio femenino Beset, Museo nacional de Sudán

Genio enano, barbudo y con melena que enseña la lengua y reúne rasgos de diversas divinidades menores. Suele estar representado desnudo o cubierto con una piel de león, en ocasiones con un gran falo en erección. Sujeta en sus manos instrumentos musicales o cuchillos. Al contrario que las otras figuras del arte egipcio, suele representarse de frente.

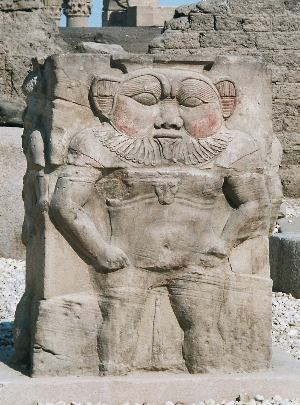
Bes, en Dendera.

## Mitología
Era una deidad tutelar del matrimonio que se encuentra en multitud de amuletos mágicos y en lugares en los que las mujeres y los niños necesitaban de su cuidado. Era colocado en las puertas de las casas y alejaba los genios malignos que podían atacarlos durante el sueño, por esta razón aparece en multitud de amuletos en forma de reposacabezas. Además, su aspecto amenazador protegía de las picaduras venenosas de los reptiles e insectos. Para todas estas funciones utilizaba instrumentos musicales tales como el arpa y el tambor.
Por otra parte, en un análisis sobre una copa del siglo II a. C. que tiene la forma del dios Bes se ha descubierto que contenía una bebida que tenía entre sus componentes las plantas Peganum harmala y Nymphaea caerulea, que tienen componentes psicoactivos. Los investigadores estiman que esta bebida fue utilizada para la realización de algún ritual mágico o religioso asociado a esta divinidad en la época ptolemaica, tal vez con la pretensión de otorgar protección ante peligros y prevenir males.

## Epónimos
Los fenicios, procedentes de un lugar no determinado, fundaron en el S.VIII a. C. un asentamiento más tarde repoblado por gentes de origen púnico (cartagineses) en la nombrada como la isla de Bes (<איבשם> ʔybšm *ʔibošim) en 654 a. C., a la que los romanos llamaron Ebusus y que hoy conocemos con el nombre de Ibiza. Las monedas acuñadas en su ceca presentan a Bes en su anverso y en algunos ejemplares en ambas caras.